# Chloroclystis subtrigalba
Chloroclystis subtrigalba är en fjärilsart som beskrevs av Swinhoe 1895. Chloroclystis subtrigalba ingår i släktet Chloroclystis och familjen mätare. Inga underarter finns listade i Catalogue of Life.